# Robert Buron
Robert Buron (n. 27 februarie 1910, Paris, Île-de-France, Franța – d. 28 aprilie 1973, Paris, Région parisienne, Franța) a fost un politician francez, deputat în Adunarea Națională a Franței între anii 1945 și 1958, ministru între anii 1953-1955 și primar al orașului Laval între anii 1971-1973.
În timpul loviturii de stat a generalilor din aprilie 1961 a fost prizonier în Algeria, în timp ce se afla într-o misiune. După  eliberare, a fost unul dintre fondatorii partidului Mișcarea republicană populară⁠(d). În cadrul acestuia, el a militat pentru laburism (în franceză travaillisme).
În orașul Laval există un liceu care îi poartă numele.

## Publicații
- Les obligations du trustee en droit anglais, Parigi, Société général d'imprimerie et d'édition, 136 p., 1938, teza de licență în drepturi.
- Cahiers du travaillisme français, 1943-1944
- Dynamisme des États-Unis, recueil d'articles parus dans la presse, 1950-1957, Paris: S.A.D.E.P., 1957, 96 p.
- Le plus beau des métiers, Paris: Plon, 1963, 252 p.
- Carnets politiques de la guerre d'Algérie: par un signataire des Acordos de Évian, Paris: Plon, 1965, 267 p.
- Les dernières années de la Quatrième République, carnets politiques, Paris: Plon, 1968.
- Demain la politique, réflexions pour une autre société (en coll. avec Jean Offredo et Objectif 72), Paris: Denoël, 1970, 256 p.
- Pourquoi je suis de nouveau candidat?, Vendôme: C.F.I.B., 1972, 60 p.
- Par goût de la vie, colection par Jean Offredo, Paris: Cerf, 1973, 114 p. (Pour quoi je vis).
- La Mayenne et moi ou de la démocratie chrétienne au socialisme, postface de Marie-Louise Buron, (Malakoff): Cana, 1978, 147 p. (Mémoire vivante).